# Calliptaminae
Sous-famille
Les Calliptaminae (les caloptènes) sont une sous-famille d'orthoptères caelifères de la famille des Acrididae.

## Liste des genres
Selon Orthoptera Species File (31 mars 2010) :
- Acorypha Krauss, 1877
- Bosumia Ramme, 1929
- Brachyxenia Kirby, 1914
- Calliptamus Serville, 1831
- Damaracris Brown, 1972
- Indomerus Dirsh, 1951
- Palaciosa Bolívar, 1930
- Paracaloptenus Bolívar, 1876
- Peripolus Martínez y Fernández-Castillo, 1898
- Sphodromerus Stål, 1873
- Sphodronotus Uvarov, 1943
- Stobbea Ramme, 1929